# Franz Peter Kymli

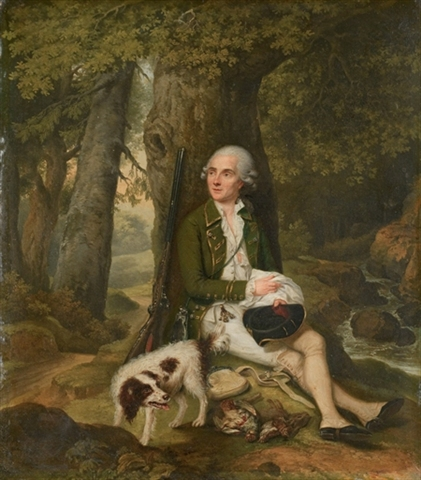
Chasseur au repos près d'une rivière avec son chien, Gemälde von Franz Peter Kymli um 1775

Franz Peter Joseph Kymli (* 1748 in Mannheim; † um 1813 in Paris) war ein deutscher Maler.

## Leben
Franz Peter Joseph Kymli wurde an der Mannheimer Zeichnungsakademie ausgebildet und erhielt dort im Jahr 1772 eine Goldmedaille. Karl Theodor von der Pfalz gewährte ihm 1775 ein Stipendium für die Fortführung seiner Studien in Paris. Bereits ein Jahr später war Kymli Hofmaler und Agent des Kurfürsten und wahrscheinlich dafür zuständig, für die Mannheimer Galerie Bilderkäufe zu tätigen. 1776 stellte er im Salon du Colisée aus, in den Jahren 1779 bis 1787 im Salon de la Correspondance. 1789 wurde er Legationsrat unter dem Gesandten Karl von Sickingen, zehn Jahre später entließ ihn Max IV. Joseph aus den kurfürstlichen Diensten und entzog ihm die Besoldung. Kymli blieb offenbar in Paris, wo er im Faubourg Saint-Germain wohnte. Er war mit einer Tochter von Jacques Louis David verheiratet, pflegte Kontakte zu Johann Georg Wille und war unter anderem der Lehrer von Carl Christian Kanz und von Johann Friedrich Müller.
Im Februar 1813 wurde, offenbar nachdem Kymli verstorben war, seine Kunstsammlung versteigert.

## Werke
Kymli porträtierte bekannte Persönlichkeiten wie Joseph II., aber auch einfache Menschen aus der Bevölkerung. Eine Anlehnung an Balthasar Denners Technik, dessen Werke er aus Mannheim kannte, ist erkennbar, jedoch gilt Kymli als fortschrittlicher als dieser, weil es ihm gelungen sei, „die Würde einfacher Menschen niederen Standes schlicht und ernst vorzutragen“, und er das bürgerliche Porträt des frühen Realismus vorweggenommen haben soll.